# Neoserica squamifera
Neoserica squamifera är en skalbaggsart som beskrevs av Brenske 1898. Neoserica squamifera ingår i släktet Neoserica och familjen Melolonthidae. Inga underarter finns listade i Catalogue of Life.